# 宮崎県道9号宮崎西環状線
宮崎県道9号宮崎西環状線（みやざきけんどう9ごうみやざきにしかんじょうせん）は、宮崎県宮崎市を通る県道（主要地方道）である。通称外環状線、西環状線。

## 概要
宮崎市大字芳士から宮崎市中村西2丁目に至る。市街地に入り込む通過交通を分散させる道路となっている。一部未改良で、芳士ランプから北川内町までは宮崎環状道路（地域高規格道路）の候補路線でもある。現在、古城町から国道269号交点までが事業中であり、当初2024年（令和6年）度開通を目指していたが、用地買収や設計見直し、週休二日制等の導入により2033年（令和15年）度開通予定となっている。また、国道269号交点から国道220号宮崎南バイパス交点が未着工である。

### 路線データ
- 起点：宮崎県宮崎市大字芳士（芳士交差点）
- 終点：宮崎県宮崎市中村西2丁目（中村交差点、国道220号交点、宮崎県道347号南宮崎停車場線・宮崎県道367号中村木崎線終点）
- 総延長：15.2 km
- 事業中：L=1.2 km（宮崎県宮崎市古城町内 宮崎県道336号宮崎田野線交点 - 国道269号交点間）
- 計画路線：L=1.5 km（宮崎県宮崎市古城町 - 宮崎県宮崎市源藤町 国道269号交点 - 国道220号交点）

## 歴史
- 1988年（昭和63年） - 街路工区（下北方町内、0.4 km）が供用開始[1]。
- 1993年（平成5年）5月11日 - 建設省から、県道蓮ケ池郡司分線の一部・県道古城浮田線・県道黒北宮崎線の一部が宮崎西環状線として主要地方道に指定される[2]。
- 1995年（平成7年） - 街路工区（生目台 - 北川内町、0.7 km）が供用開始[1]。
- 1997年（平成9年） - 生目工区（浮田 - 生目台、0.7 km）・宮ノ下工区（1.2 km）が供用開始[1]。
- 2002年（平成14年） - 柏田工区（柏田 - 瓜生野、1.6 km）が供用開始[1]。
- 2003年（平成15年） - 浮田工区（跡江 - 浮田、1.6 km）が供用開始[1]。
- 2008年（平成20年） - 下北方工区（下北方町 - 古城町、1.3 km）が供用開始[1]。
- 2015年（平成27年） - 松橋工区（瓜生野 - 跡江、3.1 km）が供用開始[1]。
- 2033年（令和15年）度 - 古城工区（古城町内、1.2 km）が供用開始予定[1]。
- 未定 - 源藤工区（古城町 - 源藤町、1.5 km）[1]。

## 路線状況

### 通称
- 外環状線

### 重複区間
- 宮崎県道370号細江浮田線（宮崎市浮田 地内）

### 道路施設

#### 橋梁
- 相生橋（大淀川、宮崎市）
- 高橋（金竹川、宮崎市）
- 新城ノ下橋（大谷川、宮崎市）

## 地理

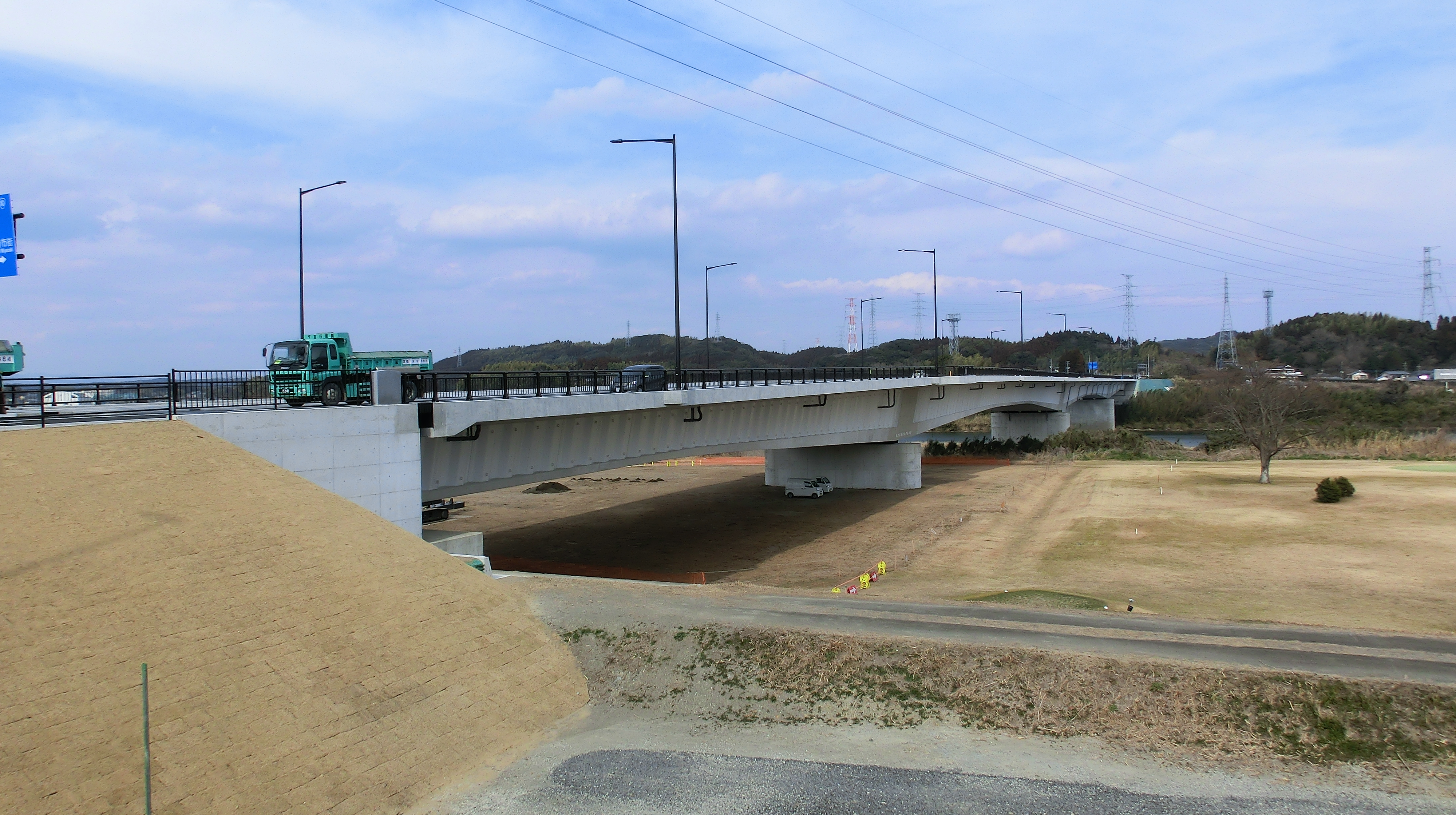
相生橋（平成27年開通の4代目）

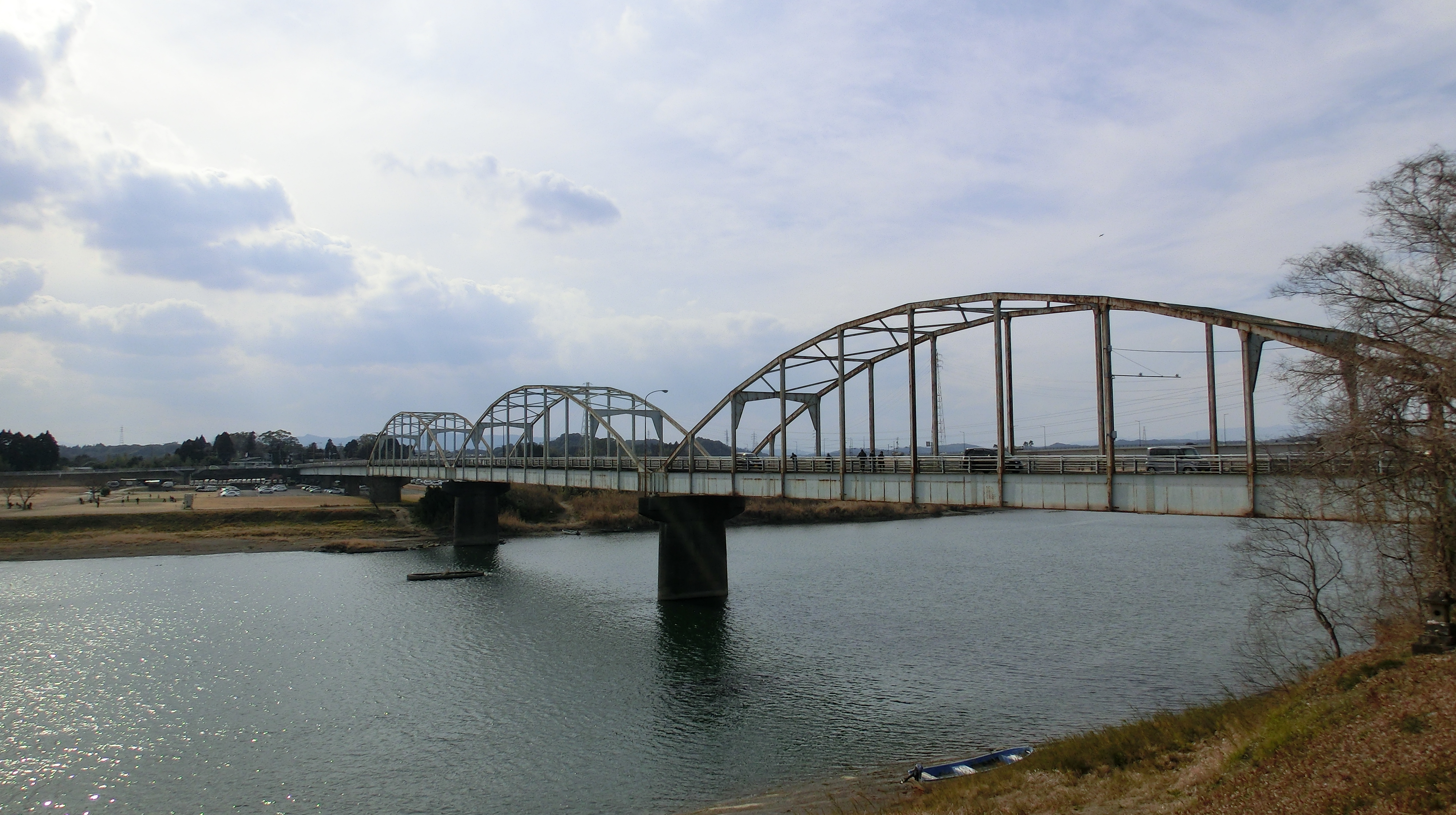
相生橋（昭和46年開通の3代目）

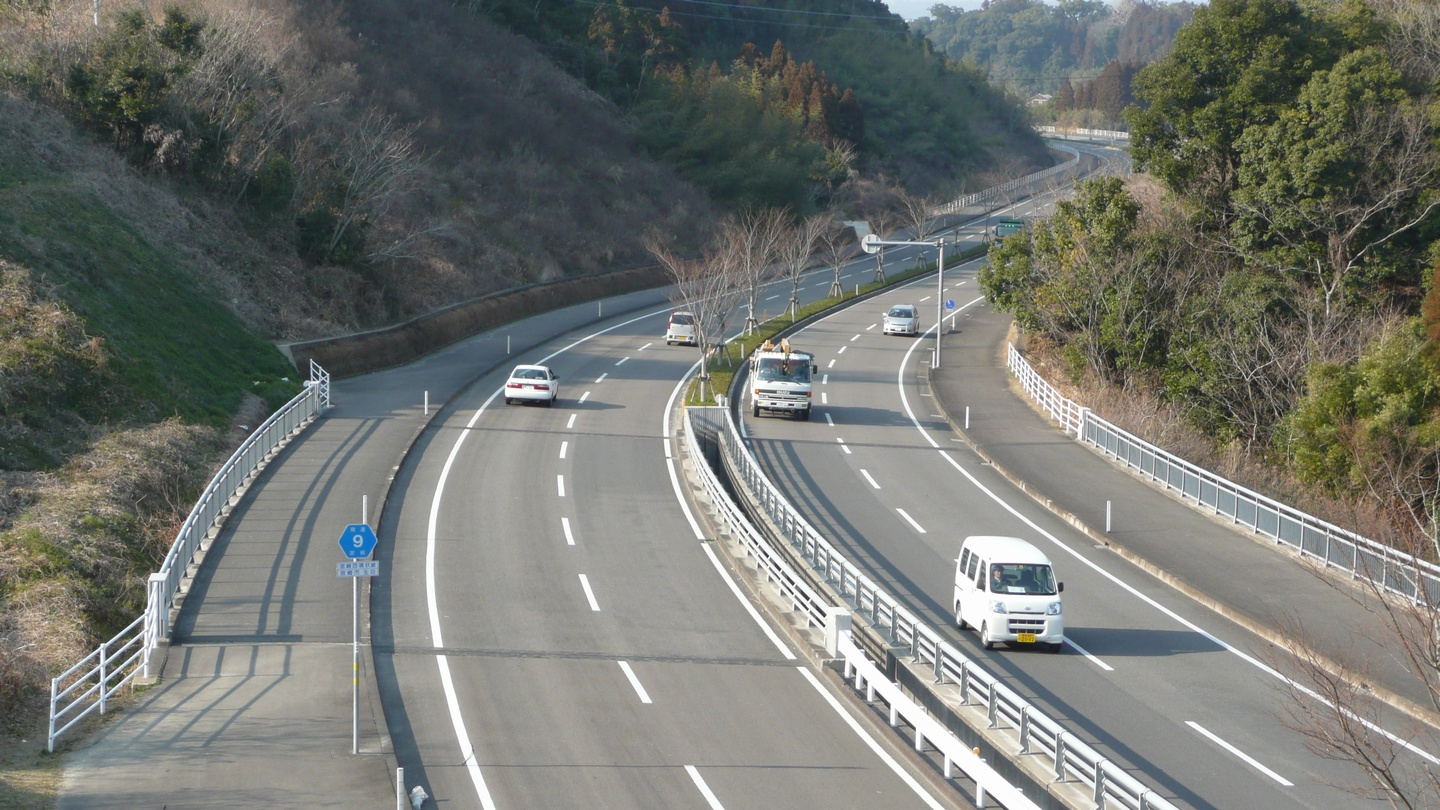
宮崎市生目台

### 通過する自治体
- 宮崎市

### 交差する道路
| 交差する道路                                                                 | 交差する場所 | 交差する場所      |
| ---------------------------------------------------------------------------- | ------------ | ----------------- |
| 国道10号 / 宮崎北バイパス                                                    | 大字芳士     | 芳士ランプ        |
| 宮崎県道44号宮崎高鍋線                                                       | 池内町池ノ内 | 池内町交差点      |
| 宮崎県道26号宮崎須木線                                                       | 大字瓜生野   |                   |
| 宮崎県道17号南俣宮崎線                                                       | 大字跡江     | 跡江交差点        |
| 宮崎県道370号細江浮田線 重複区間起点                                         | 大字浮田     |                   |
| 国道10号 / 宮崎西バイパス                                                    | 大字浮田     | 浮田ランプ        |
| 宮崎県道370号細江浮田線 重複区間終点                                         | 大字浮田     |                   |
| 宮崎県道336号宮崎田野線                                                      | 古城町長田   |                   |
| 国道269号 / 天満バイパス・加納バイパス                                       | 大坪町西六月 | 大坪町交差点      |
| 国道220号 国道448号 重複 宮崎県道347号南宮崎停車場線 宮崎県道367号中村木崎線 | 中村西2丁目  | 中村交差点 / 終点 |

### 沿線
- 宮崎市立生目中学校
- 宮崎市立生目南中学校
- 宮崎市立生目台中学校
- JR九州日豊本線 南宮崎駅（終点付近）